# Karolina Wydra
Karolina Wydra (Opole, 5 marzo 1981) è una modella e attrice polacca naturalizzata statunitense.

## Biografia
Nata a Opole, in Polonia, si trasferisce con la famiglia negli Stati Uniti nel 1992, quando aveva undici anni. Ben presto inizia la carriera di modella, lavorando per noti marchi come Calvin Klein, Armani, Levi's. È apparsa inoltre sulle copertina della rivista Elle. Nel 2006 è apparsa, al fianco di George Clooney, in uno spot pubblicitario per la Nespresso.
Debutta come attrice nel 2008, con un piccolo ruolo nel film Be Kind Rewind - Gli acchiappafilm, successivamente lavora in vari cortometraggi e nella commedia Crazy, Stupid, Love. Nel 2011 acquista popolarità partecipando alle ultime due stagioni della serie televisiva Dr. House - Medical Division, nel ruolo di Dominika Petrova House, moglie di Gregory House.
Nel 2013 recita nel film Europa Report e interpreta il ruolo di Violet Mazurski nella sesta e settima stagione di True Blood.

## Filmografia

### Cinema
- Be Kind Rewind - Gli acchiappafilm (Be Kind Rewind), regia di Michel Gondry (2008)
- Sugar - Il giovane campione (Sugar), regia di Anna Boden e Ryan Fleck (2008)
- Boreal Seconds , regia di Gregory Kershaw (2010)
- Crazy, Stupid, Love, regia di Glenn Ficarra e John Requa (2011)
- After, regia di Ryan Whitaker (2012)
- Europa Report, regia di Sebastián Cordero (2013)
- Incarnate - Non potrai nasconderti (Incarnate), regia di Brad Peyton (2016)
- Un conto da regolare (A Score to Settle), regia di Shawn Ku (2019)

### Televisione
- Dr. House - Medical Division (House, M.D.) – serie TV, 6 episodi (2011-2012)
- Low Winter Sun – serie TV, 2 episodi (2013)
- Justified – serie TV, 5 episodi (2014)
- True Blood – serie TV, 15 episodi (2013-2014)
- Scorpion – serie TV, episodio 1x11 (2014)
- Wicked City – serie TV, 8 episodi (2015)
- Sneaky Pete – serie TV, 8 episodi (2017)
- Quantico – serie TV, 5 episodi (2017)
- Twin Peaks – serie TV, 1 episodio (2017)
- Agents of S.H.I.E.L.D. – serie TV, 6 episodi (2019)

## Doppiatrici italiane
Nelle versioni in italiano dei suoi lavori, Karolina Wydra è stata doppiata da:
- Daniela D'Angelo in Dr.House - Medical Division
- Patrizia Burul in True Blood
- Stella Musy in Justified
- Rossella Acerbo in Quantico
- Valentina Mari in Sneaky Pete
- Giulia Santilli in Twin Peaks
- Ilaria Bevere in Un conto da regolare
- Laura Boccanera in Agents of S.H.I.E.L.D.

## Agenzie
- Place Model Management
- One Management - New York